# Gustavson-Syndrom
Das Gustavson-Syndrom ist eine sehr seltene angeborene, zu den Nicht-syndromalen X-chromosomalen mentalen Retardierungen zählende Erkrankung mit den Hauptmerkmalen geistige Retardierung, Mikrozephalie, Optikusatrophie, Schwerhörigkeit und Epilepsie.
Synonyme sind: Geistige Retardierung, schwere X-chromosomale, Typ Gustavson; englisch Mental Retardation With Optic Atrophy, Deafness, And Seizures
Die Bezeichnung bezieht sich auf den Erstautoren der Erstbeschreibung aus dem Jahre 1993 durch den schwedischen Humangenetiker Karl-Henrik Gustavson und Mitarbeiter.

## Verbreitung
Die Häufigkeit wird mit unter 1 zu 1.000.000 angegeben, die Vererbung erfolgt X-chromosomal-rezessiv.

## Ursache
Der Erkrankung liegen Mutationen auf dem X-Chromosom an Genort q26 zugrunde.

## Klinische Erscheinungen
Klinische Kriterien sind:
- geistige Retardierung
- Mikrozephalie, Spastik, zerebrale Krampfanfälle
- Sehnervatrophie mit Sehstörungen oder Blindheit
- Schwerhörigkeit
- Gesichtsdysmorphie
- eingeschränkte Gelenkbeweglichkeit.

Alle Patienten starben in der frühen Kindheit. 